# 丰特-托哈尔
丰特-托哈尔，是西班牙安达卢西亚自治区科尔多瓦省的一个市镇。总面积24平方公里，总人口811人（2001年），人口密度34人/平方公里。